# Gòbit
El cabot de roca, gobi, gòbit o ruc de roca (Gobius cobitis) és l'espècie més grossa de la família Gobiidae, ja que pot arribar als 27 cm de llargada.

## Morfologia
- El cos és cilíndric i allargat.
- El cap és gros i ample.
- La boca és grossa i obliqua amb els llavis bastant gruixuts.
- Els ulls són petits i es troben a la part superior del cap.
- Els opercles són grossos i li donen un aspecte globós.
- Té dues dorsals. La primera és de forma subtriangular i la segona és la més llarga.
- Les pectorals, amb els primers radis lliures, són amples i rodones i arriben fins a l'inici de la segona dorsal.
- Les pèlviques són grosses i estan unides formant una ventosa.
- L'anal és petita. La caudal és rodona.
- És mimètic i presenta una coloració variable. En el dors hi ha taques fosques. El ventre és de color blanc.
- La talla màxima és de 27 cm. És el representant d'aquesta família més gros a la Mediterrània.

## Hàbitat
És bentònic del litoral rocós i de costums sedentaris, es mou poc de la mateixa zona mentre no li falti menjar.
Pot aparèixer fins als 40 m, però és més freqüent a poca aigua. Apareix a les cubetes litorals i pot resistir elevades concentracions salines i temperatures.

## Alimentació
És un carnívor molt voraç de petits crustacis, cucs i peixos.

## Reproducció
Es reprodueixen durant la primavera. Els ous són allargats i mitjançant uns filaments adherents són aferrats al niu. Els nius estan situats davall pedres.
Les larves són planctòniques, després de néixer neden cap a la superfície.

## Distribució geogràfica
Apareix al Mediterrani i a la mar Negra. A l'Atlàntic hi és des de les Illes Britàniques fins al Marroc.

## Pesca
Es captura amb tremalls, nanses i ham.